# Rankovići
Rankovići su naseljeno mjesto u općini Novi Travnik, Federacija Bosne i Hercegovine, BiH.

## Stanovništvo

### Popisi 1971. – 1991.
| Rankovići          |              |              |              |
| godina popisa      | 1991.        | 1981.        | 1971.        |
| Hrvati             | 798 (75,42%) | 678 (74,17%) | 795 (74,22%) |
| Muslimani          | 241 (22,77%) | 200 (21,88%) | 235 (21,94%) |
| Srbi               | 10 (0,94%)   | 3 (0,32%)    | 32 (2,98%)   |
| Jugoslaveni        | 1 (0,09%)    | 23 (2,51%)   | 1 (0,09%)    |
| ostali i nepoznato | 8 (0,75%)    | 10 (1,09%)   | 8 (0,74%)    |
| ukupno             | 1.058        | 914          | 1.071        |

### Popis 2013.
| Rankovići          |              |
| godina popisa      | 2013.        |
| Hrvati             | 673 (74,61%) |
| Bošnjaci           | 206 (22,84%) |
| Srbi               | 2 (0,22%)    |
| ostali i nepoznato | 21 (2,33%)   |
| ukupno             | 902          |

## Kultura
U Rankovićima je u zgradi stare škole danas Zavičajna zbirka Baština u kojoj su muzej, knjižnica i botanički vrt Stari-Carski hrast. U njoj se održavaju i kazališne predstave, koncerti, likovne kolonije, znanstvena predavanja, folklorni skupovi i drugo.

## Šport
- NK Progres Rankovići, bivši nogometni klub

## Poznate osobe
- Marinko Slipac, hrvatski umjetnik i znanstvenik iz BiH